# Martha Tineo
Martha Tineo Rodríguez es una activista y abogada venezolana especializada en derechos humanos y en criminalística. Es cofundadora, y coordinadora general desde 2017, de la organización de derechos humanos Justicia, Encuentro y Perdón (JEP).

## Educación
Martha tiene una especialización en derechos humanos de la Universidad Central de Venezuela, al igual que una en criminalística Instituto Universitario de Ciencias Policiales del CICPC. De igual manera, cuenta con estudios avanzados en sistemas de justicia y nuevas tendencias delictuales de la Universidad Metropolitana, un diplomado de la Universidad Católica Andrés Bello como Promotora Psicosocial para Acompañamiento en el Dolor y Abordaje de Crisis, y una certificación de la Escuela del Perdón y Reconciliación de la Fundación para la Reconciliación de Colombia.

## Carrera
Tiene más de veinte años de experiencia profesional y es cofundadora de la organización de derechos humanos Justicia, Encuentro y Perdón (JEP) junto a Rosa Orozco, madre de Geraldin Moreno (una de las jóvenes asesinadas durante las protestas en Venezuela de 2014). La ONG atiende violaciones a los derechos humanos, particularmente las detenciones arbitrarias y las ejecuciones extrajudiciales en el contexto de manifestaciones pacíficas. Martha es coordinadora general de la organización desde 2017.
En 2024, Martha solicitó la extensión del mandato de la Misión Internacional Independiente de las Naciones Unidas para Venezuela.